# Cing
CiNG（日語：株式会社シング）是一間日本游戏开发私人公司。其總部設於日本福岡市，於2006年1月總共有29名僱員。此公司於1999年4月成立，由公司執行總裁宮川卓也經營。宮川卓也亦是所有Cing製作的遊戲的生產商。此公司於2010年3月破產，因而倒閉。其官方網站亦不復存在。
自從Cing於2003年開發PlayStation 2遊戲《玻璃薔薇》後便一直與任天堂緊密合作。此公司與任天堂共同設立了三項計劃，其中兩項為開發任天堂DS遊戲的計劃，而另外一項則為開發Wii遊戲的計劃。Cing亦負責Wii遊戲《國王物語》的開發工作。

## 歷史
Cing於1999年4月2日成立，其宗旨為開發一些新穎獨特的電子遊戲，以給予玩家獨特的體驗。Cing的首個項目就是為卡普空開發PlayStation 2冒險遊戲《玻璃薔薇》。可是，此遊戲的銷售狀況未如理想，而此遊戲亦僅限於日本和歐洲發售。
於2005每初，Cing發佈了一個新的任天堂DS冒險遊戲《Another Code 兩段記憶》。此遊戲亦是Cing的首個任天堂遊戲。此遊戲利用任天堂DS的多個功能設計遊戲中的謎題，且其銷售狀況亦不差。接著，Cing完成了《願望之屋 天使的記憶》的開發工作。《願望之屋 天使的記憶》是另一個任天堂DS冒險遊戲，此遊戲於2007年更加是日本第76暢銷遊戲。
於2007年3月13日，Cing宣佈他們的下一個任天堂遊戲將會是Wii的《國王物語》。此遊戲於2009年4月在澳大利亞和歐洲發佈，2009年7月21日在北美發佈，並於2009年9月3日在日本發佈。於2009年11月，Cing宣佈《願望之屋 天使的記憶》的續作《最後之窗 真夜中的約束》將會發佈。此遊戲於2010年1月14日在日本發佈，並於2010年9月17日在歐洲發佈。可是，此遊戲並沒有在北美發佈。
Cing於2010年3月1日申請破產保護。此公司在破產時共欠債2.56億日元（290萬美元）。

## 開發的遊戲
| 遊戲                           | 日期           | 发行商            | 平台          | 地區                   |
| ------------------------------ | -------------- | ----------------- | ------------- | ---------------------- |
| 玻璃薔薇                       | 2003年11月6日  | 卡普空            | PlayStation 2 | 日本、歐洲             |
| Another Code 兩段記憶          | 2005年2月24日  | 任天堂            | 任天堂DS      | 日本、歐洲、北美、澳洲 |
| 願望之屋 天使的記憶            | 2007年1月22日  | 任天堂            | 任天堂DS      | 日本、歐洲、北美、澳洲 |
| 怪獸農場DS2 復甦的飼育大師傳說 | 2008年8月7日   | 特庫摩            | 任天堂DS      | 日本、北美             |
| Another Code：R 記憶之門       | 2009年2月5日   | 任天堂            | Wii           | 日本、歐洲             |
| 國王物語                       | 2009年4月22日  | Rising Star Games | Wii           | 日本、歐洲、北美、澳洲 |
| AGAIN FBI超心理搜査官          | 2009年12月10日 | 特庫摩            | 任天堂DS      | 日本、北美             |
| 最後之窗 真夜中的約束          | 2010年1月14日  | 任天堂            | 任天堂DS      | 日本、歐洲             |

## 外部連結
- Cing - GameSpot
- Cing（页面存档备份，存于） - MobyGames
- Cing - IGN